# Samtgemeinde Apensen
La Samtgemeinde Apensen est une Samtgemeinde, c'est-à-dire une forme d'intercommunalité de Basse-Saxe, de l'arrondissement de Stade, au nord de l'Allemagne. Elle regroupe trois municipalités.

## Jumelage
- Gornau/Erzgeb. (Allemagne)

## Source
- (de) Cet article est partiellement ou en totalité issu de l’article de Wikipédia en allemand intitulé « Samtgemeinde Apensen » (voir la liste des auteurs).